# Tertium non datur
Tertium non datur, ordret oversat:' (noget) tredje gives ikke' er et latinsk udtryk anvendt inden for filosofien og logikken hvor det sigter på at en påstand enten kan være sandt eller falskt og at der ikke findes en tredje vej - ikke hverken sand eller falsk eller sand og falsk. Begrebet menes at stamme fra den latinske oversættelse af Aristoteles Peri Logikes, "Om logik".
| filosofi | Spire Denne filosofiartikel er en spire som bør udbygges. Du er velkommen til at hjælpe Wikipedia ved at udvide den. |